# الدوري الهولندي الممتاز 1941–42
الدوري الهولندي الممتاز 1941–42 (بالهولندية: Nederlands landskampioenschap voetbal 1941/42)‏ هو الموسم 54 من الدوري الهولندي الممتاز. أشرف على تنظيمه الاتحاد الملكي الهولندي لكرة القدم، وكان عدد الأندية المشاركة فيه 52، وفاز فيه أدو دين هاغ.